# ハルテロミケス
ハルテロミケス Halteromyces はケカビ目のカビの1つ。ユミケカビ Absidia に似るが、胞子嚢がダンベル形という独特の形をしている。

## 特徴
以下、タイプ種にして知られている唯一の種である、H. radiatus に基づいて記す。

### 栄養体
通常の培地でよく成長、胞子形成を示し、合成ムコール培地上で25℃で培養した場合、5日で直径9cmのコロニーにまで成長し、高さも2cmになる。コロニーは当初はごく淡い紫になり、次第に薄いオリーブ色を帯びた灰色になる。臭いは特にない。匍匐菌糸をよく出し、その径は3.5-5.5μmで、途中に瘤状の膨らみや胞子嚢柄を出す結節を生じる。隔壁は時折入り、表面は滑らかかわずかに粗くなる。色は無色から明るい灰色を帯びた黄色。先端に生じる仮根は単一か分枝し希に隔壁が入り、無色。
なお、他の培地でもよく成長する。PDA(ジャガイモショ糖寒天培地)では合成ムコール培地と同程度で、ジャガイモニンジン寒天培地やツァペック寒天培地ではよりよく育ち、後者では匍匐菌糸や仮根が暗色になった。

### 無性生殖

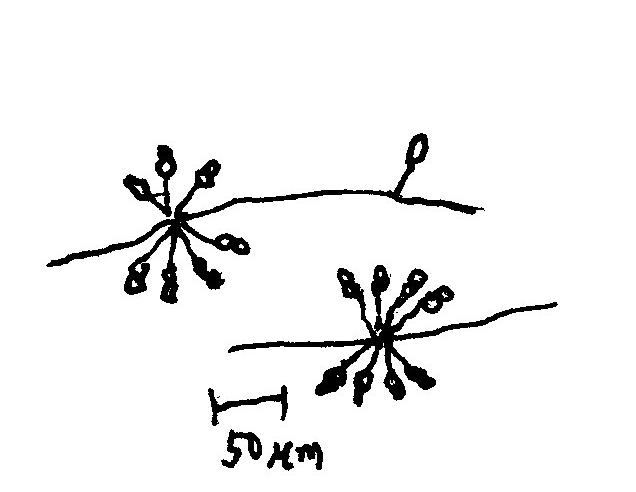
胞子嚢柄の様子

無性生殖は大型の胞子嚢内に形成される胞子嚢胞子による。胞子嚢柄は匍匐菌糸上に出て、たいていは4-7本が匍匐菌糸上に形成される結節状の膨らみからまとまって出るが、時には単独でも形成される。ごく希には基質上の菌糸から出る。胞子嚢柄は長さ50-90μmで太さ1.9-2.6μm、通常は分枝は出さないが、まれに分枝が見られる。表面は滑らかで無色から明るい灰色を帯びた黄色で、はっきりしない隔壁がアポフィシスの下7-12μmの位置に形成され、これは胞子形成時にはよりはっきりしてくる。
胞子嚢は典型的にはダンベル型をしている。希に洋なし型や球形の場合もあるが、基本的に胞子嚢の型は1つだけである。ダンベル形の胞子嚢は長さ23-33μmで、先端部は明らかに丸く膨らんで径11-16μmになっている。また基部にも膨らみがあって、こちらは径11-16μmある。それら2つの膨大部は峡部によって隔てられており、この部分は先端に向けて細まっており、先端の膨大部のすぐ下で一番狭くなってその径が5-7μm。時にこの峡部に膨らみが生じて3つの膨らみが並んだ団子状になる例も見られる。胞子嚢そのものは表面が滑らかで透過光では明るい灰黄色にみえ、反射光でははじめはぴかぴかして見え、後に霜が降ったような白になる。胞子嚢壁は透明で薄く、時間をかけて崩れ、基部の膨らみの上の部分を残して塊に分かれる。柱軸はあり、ドーム形から半球形で高さ4-8μmで幅10-12μm、無色から明るい褐色をしている。その壁は薄く、古くなると陥没するのが普通である。襟は不明瞭。柱軸から胞子嚢柄に続く膨らみであるアポフィシスは典型的には漏斗状で高さ5.8-9.0μm、幅6.4-7.7μm、胞子嚢が球形のものではゴングロネラ Gongronella にどこか似た感じになる。アポフィシスは滑らかでその壁は柱軸より厚く、明るい灰黄色。胞子嚢胞子は細長く、長さ3.5-4.5μm、幅1.6-1.0μmで表面は滑らかで内容は均一に見え、無色から明るい灰色を帯びる。厚膜胞子は観察されていない。

### 有性生殖
知られていない。

### 形態のまとめ
原記載での属の記載は以下のようにまとめられている。
- ユミケカビ（Hesseltine & Ellis(1964)の定義での）に似ている。胞子嚢は匍匐菌糸の途中から出て、胞子嚢はアポフィシスと柱軸があり、ダンベル型をしており、すなわち先端部が膨らみ、途中が細くなり、基部がまた膨らんでいる。胞子嚢壁は崩れて胞子を出し、胞子嚢胞子は小さくて表面は滑らかであり、筋模様などはない。

学名はギリシャ語でダンベルを意味する halteres と、カビを意味する myces とに由来する。

## 分布と生育環境
本属はタイプ種の原記載の株のみでしか知られていない。産地はオーストラリアであり、分離源は畜殺場から流出した汚泥であるとのことで、酸性に調整した培地上に置くことで分離に成功したが、同じ場所で追加の分離は試みられたものの成功しなかったという。株そのものは確保されているために、それを用いての検討は行われている。

## 他群との比較
この属は明らかにユミケカビ属のものに似ており、具体的には以下のような特徴が挙げられる。
- 胞子嚢柄が匍匐菌糸の途中から出ること。

ケカビなどは匍匐菌糸を出さず、胞子嚢柄は基質上の菌糸から出る。匍匐菌糸を出すので有名なクモノスカビ Rhyzopus の場合、胞子嚢柄は匍匐菌糸の途中からは出ず、必ず末端から出て、その基部には仮根が出る。
- 胞子嚢はアポフィシスと柱軸があること、胞子が胞子嚢壁の分解で放出されること。
- 胞子嚢胞子が小さくて無色で筋模様や附属突起などがないこと。

クモノスカビは胞子に筋模様を持つ種が多い。
これらの特徴はまたゴングロネラ属にも共通するが、この属ではアポフィシスが球形に膨らむほか、柱軸が小さい。
ケカビ目の胞子嚢は球形のものがほとんどで、本属のものはその形において独特である。同じく球形を大きく逸脱した胞子嚢を作るものにサクセネア Saksenaea があるが、この属のものは口が細い管になったフラスコ型をしている。さらにこの属では胞子嚢壁は丈夫で崩れることなく、内部の胞子嚢胞子は細く突き出した先端部に開く小さな穴からあふれ出る。その点でケカビ目には類例がなく、本属のものは形こそ独特ではあるが、胞子の放出の方法はむしろ普通である。

## 分類
このような特徴から、本属はユミケカビ属にごく近縁なものと考えられた。例えば1996年の Introductory Mycology forth edition ではユミケカビ科 absidiaceae を立て、直接には本属に触れていないもののここに含めることとしているらしい。他方で2001年の Dictionary of the Fungi Ninth edition ではユミケカビ科を認めず、本属はケカビ科 Mucoraceae に含められ。当然のようにユミケカビ属もここに置かれている。
ただしこのような無性生殖と有性生殖の器官の形態に基づく分類体系は分子系統の情報から系統関係を反映しないものであることが明らかとなり、ケカビ目の分類体系は大きく変更されることになった。Hoffmann et al(2013)では本属はクスダマカビ科 Cunninghamellaceae とされている。タイプ属であるクスダマカビ Cunninghamella は大きい胞子嚢は作らず単胞子の小胞子嚢を頂嚢の表面に一面に並べるものなので、本属との共通点はほぼない。ただし、この体系でのクスダマカビ科にはユミケカビ属のものが含まれる。ユミケカビ属は分子系統のもたらした情報もあって幾つもの属に分かれてしまい、それらはケカビ目の系統樹のあちこちに散らばっているが、その中心的な部分は未だユミケカビ属の名の下にあり、それらがちょうど本属と同一のクレードを形成することとなっている。つまり従来の判断が生きのびていることとなる。ちなみにゴングロネラ属も若干離れているが、同じ科に含まれるとの判断が出ている。ただし、逆に本属のものの位置はそのような残ったユミケカビ属のクレードの中に収まっており、むしろ本属の独立性が疑われる事態となっている。上記のように本属のものはタイプ種のタイプ株でしか知られておらず、より多くの株を得た上での検討が求められるところである。もっとも本属とユミケカビ属の違いは胞子嚢の形以外にはほぼないので、この種をユミケカビ属に含めてしまうのにさほどの問題はないとも言える。